# Принципы права социального обеспечения
Принципы права социального обеспечения — руководящие идеи, которые выражают сущность, основные свойства и общую направленность развития правовых норм в сфере социального обеспечения. Показателем самостоятельности отрасли права является наличие не только собственного предмета и метода правового регулирования общественных отношений, но и специфических отраслевых принципов, объединяющих отдельные нормы в систему отрасли, выражающих сущность норм данной отрасли, определяющих положение субъектов права, их права и обязанности.

## Классификации принципов
По сфере действия принципы принято классифицировать следующим образом:
- общеправовые, свойственные всем отраслям права;
- межотраслевые, отражающие общие черты нескольких отраслей права;
- отраслевые, характеризующие специфику конкретной отрасли;
- внутриотраслевые, касающиеся отдельных институтов отрасли.

Общеправовые принципы определяют сущностные характеристики всей правовой системы соответствующего государства, содержание его законодательства. Термин «общеправовые принципы» получил достаточно широкое применение в практике Конституционного Суда Российской Федерации. Как следует из его установлений, эти принципы подлежат применению независимо от закрепления их в конкретных нормативных актах. Они «обладают высшей степенью нормативной обобщенности, предопределяют содержание конституционных прав человека, отраслевых прав граждан, носят универсальный характер и в связи с этим оказывают регулирующее воздействие на все сферы общественных отношений. Общеобязательность таких принципов состоит как в приоритетности перед иными правовыми установлениями, так и в распространении их действия на все субъекты права».
Для ряда отраслей права, нормы которых регулируют общественные отношения, связанные с реализацией гражданами предоставленных им прав, общими являются, например, следующие принципы: обеспечение достойной жизни и свободного развития человека, обеспечение государственной поддержки семьи, материнства, отцовства и детства, инвалидов и пожилых граждан, запрещение принудительного труда и др. Это так называемые межотраслевые принципы, наиболее характерные для таких отраслей права, как трудовое, семейное, право социального обеспечения.
В российском законодательстве последних лет, регулирующем отдельные институты социального обеспечения, прослеживается тенденция закрепления внутриотраслевых принципов непосредственно в нормах права. Так в ст. 4 Федерального закона от 16.07.1999 N 165-ФЗ «Об основах обязательного социального страхования», указаны следующие принципы:
- устойчивость финансовой системы;
- всеобщий обязательный характер;
- государственная гарантия соблюдения прав;
- государственное регулирование системы;
- паритетность участия представителей субъектов в органах управления системы.

Постановлением Правительства РФ от 7 августа 1995 г. одобрена концепция реформы системы пенсионного обеспечения, в которой выделены следующие принципы:
- каждый имеет право на государственное пенсионное обеспечение в случае утраты трудоспособности вследствие старости, инвалидности, при потере кормильца и в иных случаях, установленных законом;
- каждый работающий по найму подлежит обязательному государственному пенсионному страхованию;
- каждый застрахованный по обязательному государственному пенсионному страхованию имеет право на трудовую пенсию в соответствии с продолжительностью страхования и заработком, с которого уплачивались страховые взносы;
- финансирование пенсионного обеспечения основывается на принципе солидарности, включая солидарность поколений, субъектов Российской Федерации и отраслей экономики;
- средства обязательного государственного пенсионного страхования используются исключительно на пенсионное обеспечение застрахованных по правилам и нормам, установленным законом. Часть этих средств централизуется и перераспределяется в целях обеспечения пенсионных гарантий граждан независимо от их места жительства на территории Российской Федерации. Расходы на пенсионное обеспечение лиц, не участвовавших в пенсионном страховании, покрываются за счет средств федерального бюджета[7].

## Содержание принципов права социального обеспечения

### Всеобщность социального обеспечения
Конституция Российской Федерации, Декларация прав и свобод человека и гражданина, принятая Верховным Советом РСФСР 22 ноября 1991 г., устанавливают равную и одинаковую для каждого возможность при наступлении конкретных социально значимых обстоятельств получить определенные виды социального обеспечения независимо от пола, расы, национальности, языка, происхождения, имущественного и должностного положения, места жительства, отношения к религии, убеждений, принадлежности к общественным объединениям и других обстоятельств.
На равных основаниях с гражданами РФ право на социальное обеспечение имеют постоянно проживающие в России иностранные граждане и лица без гражданства, если международным договором или федеральным законом не предусмотрено иное. Постоянно проживающими считаются лица, получившие в установленном законом порядке вид на жительство.
Иностранные граждане, временно находящиеся на территории России, имеют право на социальное обеспечение при наличии соответствующих международных договоров. Беженцам предоставляются лишь отдельные виды обеспечения.
Принцип всеобщности служит базой для реализации права на медицинскую помощь и лечение, на государственную помощь в содержании и воспитании детей. Закон РФ «О государственных пенсиях в Российской Федерации» от 20 ноября 1990 г. впервые предусмотрел наряду с трудовыми пенсиями (по старости, инвалидности, за выслугу лет, по случаю потери кормильца) право на социальную пенсию любому гражданину, независимо от его трудовой деятельности, ставшему нетрудоспособным в силу старости, наступления инвалидности.

### Дифференциацияусловий, определяющих право на социальное обеспечение
Система общественных отношений, регулируемых правом социального обеспечения, является сложной и многообразной. Социальное обеспечение не может игнорировать такие факторы, как пол, возраст, условия прошлого труда, состояние здоровья и прочие обстоятельства, влияющие на трудоспособность и во многих случаях приводящие к утрате источника средств существования. Они непосредственно отражаются в содержании конкретных институтов и норм, обусловливают их дифференциацию. Критерии дифференциации могут не иметь никакой связи с субъектом отношений, то есть носить объективный характер: природно-климатические условия, вредные, тяжелые и особо вредные условия прошлого труда, либо зависеть от субъективных свойств участников правоотношений, например, физиологических особенностей и состояния здоровья (женщины, несовершеннолетние, инвалиды).

### Гарантированность социальной помощи
Гарантированность социальной помощи в случаях, когда человек нуждается в ней в силу обстоятельств, признаваемых социально значимыми. Содержание данного принципа выражается в том, что к числу оснований, признаваемых государством социально значимыми и влекущими его обязанность предоставить социальную помощь, относятся различные события, которые могут сопровождать человека в течение всей его жизни. Это — достижение определенного возраста; потеря трудоспособности временно либо постоянно, полностью или частично; утрата кормильца семьей; длительная профессиональная деятельность в определенных сферах; беременность и роды; наличие детей в семье; нуждаемость в медицинской помощи и лечении, в постороннем уходе, средствах передвижения; протезирование; вынужденное переселение; смерть близких и т. д. Данные обстоятельства выполняют роль юридических фактов, влекущих определенные правовые последствия, связанные с возникновением права на тот или иной вид обеспечения. Государственная помощь оказывается, когда лицо объективно уже или еще не способно трудиться, зарабатывать средства к существованию, нуждается в дополнительных расходах, удовлетворении специфических потребностей, вызванных болезнью, инвалидностью, старостью и т. д..

### Ориентация социального обеспечения на достойный уровень жизни
Конституция РФ провозглашает Россию социальным государством, политика которого направлена на создание условий, обеспечивающих достойную жизнь и свободное развитие человека. Достойная жизнь предполагает наличие средств, необходимых для удовлетворения не только минимальных физиологических потребностей, но и социальных и духовных интересов личности.
Однако сегодня не достигают величины прожиточного минимума не только минимальные размеры пенсий, но и средние. Это означает, что отечественная пенсионная система находится в кризисе. Пытаясь его преодолеть, правительство лечит следствие, а не причину, поскольку изменяет лишь механизм исчисления пенсий. Однако любая методика расчета пенсий имеет как достоинства, так и недостатки.
В мировой практике встречается несколько способов исчисления пенсий по старости. В частности, пенсия по старости может рассчитываться в процентном отношении от прежнего среднего заработка пенсионера за весь период трудовой деятельности, либо за любые 5-10 лет стажа с наиболее высоким заработком по выбору пенсионера или непосредственно перед уходом на пенсию. Такой способ исчисления пенсий по старости применяется в Бельгии, Италии, Португалии, Франции. При этом заработок, как правило, ограничивается максимальной суммой. Но обязательной нормой является использование одних и тех же пределов заработка для исчисления пенсий и уплаты пенсионных взносов.

### Многообразие видов социального обеспечения
Данный принцип находит свое выражение в том, что в случае наступления того или иного социального риска государство оказывает социальную поддержку, помощь различными способами (денежные выплаты, социальные услуги и др.). В денежной форме выплачиваются пенсии, пособия, компенсации, виды которых постоянно расширяются. Так, наряду с традиционными пенсиями по старости, инвалидности, по случаю потери кормильца, за выслугу лет российским законодательством предусмотрены социальные пенсии, досрочные пенсии безработным. Заново сформировалась система социальных пособий на детей. Федеральный закон «О государственных пособиях гражданам, имеющим детей» от 19 мая 1995 г. 4 предусмотрел следующие виды государственных социальных выплат:
- пособие по беременности и родам;
- единовременное пособие женщинам, вставшим на учет в медицинских учреждениях в ранние сроки беременности;
- единовременное пособие при рождении ребенка;
- ежемесячное пособие на период отпуска по уходу за ребенком до достижения им возраста полутора лет;
- ежемесячное пособие на ребенка.

Многообразие видов социального обеспечения позволяет полнее осуществлять заботу о тех, кто в ней нуждается. В соответствии с Федеральным законом «О государственной социальной помощи» от 17 июля 1999 г. предусматривается оказание государственной социальной помощи малоимущим семьям и малоимущим одиноко проживающим гражданам, которые по не зависящим от них причинам имеют среднедушевой доход ниже величины прожиточного минимума, установленного в соответствующем субъекте Российской Федерации, в виде денежных выплат (социальные пособия, субсидии, компенсации и другие выплаты); натуральной помощи (топливо, продукты питания, одежда, обувь, медикаменты и другие виды натуральной помощи).

### Участие общественных объединений, представляющих интересы граждан, в разработке, принятии и осуществлении решений по вопросам социального обеспечения и защиты их прав
Общеправовой принцип о праве каждого на объединение для защиты своих интересов и гарантированности свободы деятельности общественных объединений находит свое преломление в названном выше отраслевом принципе. Укреплению правового статуса лиц, охватываемых сферой социального обеспечения, способствует их активная позиция в отстаивании своих интересов. Объединения ветеранов, инвалидов, солдатских матерей стали инициаторами ряда законов: «О ветеранах», «О социальной защите инвалидов в Российской Федерации».
Для усиления общественной инициативы в сфере социального обеспечения появляется законодательная база. Так, например, ст. 33 Закона РФ «О социальной защите инвалидов в Российской Федерации» предусматривает, что федеральные органы исполнительной власти, органы исполнительной власти субъектов Российской Федерации привлекают полномочных представителей общественных объединений инвалидов для подготовки и принятия решений, затрагивающих интересы инвалидов. Решения, принятые с нарушением этой нормы, могут быть признаны недействительными в судебном порядке.